# Reprezentacja Luksemburga w koszykówce mężczyzn
Reprezentacja Luksemburga w koszykówce mężczyzn – drużyna, która reprezentuje Luksemburg w koszykówce mężczyzn. Za jej funkcjonowanie odpowiedzialny jest Luksemburski Związek Koszykówki (FLBB). Trzykrotnie brała udział w Mistrzostwach Europy. Jej najlepszym osiągnięciem jest zajęcie w tych zawodach 8. miejsca w debiucie w 1946 roku.

## Udział w imprezach międzynarodowych
- Mistrzostwa Europy
  - 1946 - 8. miejsce
  - 1951 - 17. miejsce
  - 1955 - 15. miejsce